# Menongue
Menongue – miasto-hrabstwo w Angoli, nad rzeką Cuebe. Stolica prowincji Cuando-Cubango. W 2014 roku hrabstwo liczyło 321 tys. mieszkańców.